# 周如磐
周如磐（1567年—1626年），字圣培，号镇庵，福建莆田连江里清浦（今莆田黄石镇清后）村人。

## 生平
隆庆元年（1567年）生，幼年丧父，由寡母養育。万历二十二年（1594年）福建乡试中举。万历二十六年（1598年）中赵秉忠榜进士，选翰林院庶吉士，三十三年授检讨。万历四十年（1612年）为江西乡试主考官，升左中允，四十一年升右谕德，四十二年管理诰敕撰文，四十三年應天主考，转任右庶子，分管司经局。四十四年升南京國子監祭酒，四十七年升少詹事，管理清黄。天启元年（1621年）六月升禮部右侍郎，掌詹事府事，为《神宗实录》、《光宗实录》总裁。二年教习庶吉士，三年升礼部左侍郎，掌翰林院印，加太子宾客。天启五年（1625年）六月升禮部尚書兼翰林院学士，协理詹事府事。八月以原官兼東阁大学士，與丁绍轼、黄立极、冯铨同入内阁，九月加太子太保，进文渊阁大学士，因操劳过度，十一月三疏乞歸，次年二月未出京城大門而卒。贈少保，谥文懿。著有《澹志斋集》。